# 余鼎昂
余鼎昂（英語：Norman Yee，1949年7月29日—）是一位美国华裔政治家。

## 生平
1949年出生在美国旧金山，是第四代美国华人移民，1971年毕业于旧金山城市学院，2013年1月8日担任旧金山监督委员会第七区议员。